# 33634 Strickler
33634 Strickler este o planetă minoră (asteroid), cu un diametru de 5,395 km, din centura de asteroizi. A fost descoperită pe 13 mai 1999 la Experimental Test Site⁠(d) de Lincoln Near-Earth Asteroid Research. 
Obiectul prezintă o orbită caracterizată de o semiaxă mare de 2,3219294 UAi, o excentricitate de 0,14, o înclinație de 6,984 ° în raport cu ecliptica.